# Baruya
I Baruya sono una tribù della Papua Nuova Guinea. Sono studiati dal 1967 dall'antropologo Maurice Godelier. La tribù è composta approssimativamente da 1500 persone distribuite nelle valli di Wonenara e Marawaka.
I Baruya sono caratterizzati da una forte disuguaglianza tra i maschi e le femmine. Tutte le loro istituzioni e miti presentano la superiorità maschile, con una serie di conseguenze pratiche sul piano dei comportamenti sociali e sessuali: secondo le loro credenze, le donne discendono dagli uomini e hanno bisogno del loro seme per produrre il nutrimento necessario per il feto e poi il latte per il neonato. Esse praticano quindi regolarmente ai mariti (i rapporti eterosessuali sono ammessi solo tra coniugi) la fellatio con ingoio, soprattutto durante la gestazione e l'allattamento. Gli uomini adulti indossano - come del resto avviene in altre culture tradizionali - un vistoso astuccio penico per esibire, esaltare e al tempo stesso proteggere (celandola agli sguardi ma soprattutto all'influsso degli spiriti maligni) la loro preziosa virilità. Nel corso di rituali di iniziazione all'età adulta, gli adolescenti maschi bevono dello sperma. Esiste - come in gran parte delle altre culture tradizionali, antiche o moderne - una forte tabuizzazione del sangue mestruale, considerato "impuro".